# Rebecq
Rebecq (en wallon R'bek) est une commune francophone de Belgique située en Région wallonne dans la province du Brabant wallon.
Les habitants de Rebecq parlent le français et, à ce titre, font partie de la Communauté française de Belgique. Le wallon n'est plus pratiqué que de manière marginale, essentiellement par la tranche la plus âgée de la population. À Bierghes, village limitrophe du Brabant flamand, certains habitants sont d'expression néerlandophone.
Rebecq est située à une vingtaine de kilomètres au sud-ouest de Bruxelles et fait partie d'une région calme, verdoyante et vallonnée du Brabant wallon que l'on appelle le Roman Païs.
Rebecq au 1er janvier 2025 compte 11 185 habitants. 
Le nom néerlandais Roosbeek, parfois faussement utilisé pour Rebecq, en fait réfère à Rebecq-Rognon.

## Toponymie
Le nom est mentionné sous la forme Rosbacem en 877 (cf. ci-dessous). Il s'agit d'un type toponymique germanique fréquent, y compris dans les zones de langue d'oïl. Il est formé des éléments proto-germaniques *baki(z) « ruisseau » et  *rauz, « roseau », qui a donné l'ancien français ros, diminutif rosel > roseau. La forme néerlandaise est Roosbeek (anciennement Rosbeke).
Homonymie avec Rebaix (Hainaut, Rosbais 1119), Rebets (Haute-Normandie, Rosbacium 854); Robecq (Nord-Pas-de-Calais, Rosbeccam 1104); Rebais (Île-de-France, Resbacis 635); Rebecques (Nord-Pas-de-Calais, Resbecca 1084 - 1092); Roubaix (Nord-Pas-de-Calais, Rosbays 1122), château de Rebais aux Bottereaux (Haute-Normandie) et dans le domaine du francique rhénan du Sud Rohrbach (Lorraine); etc.

## Géographie

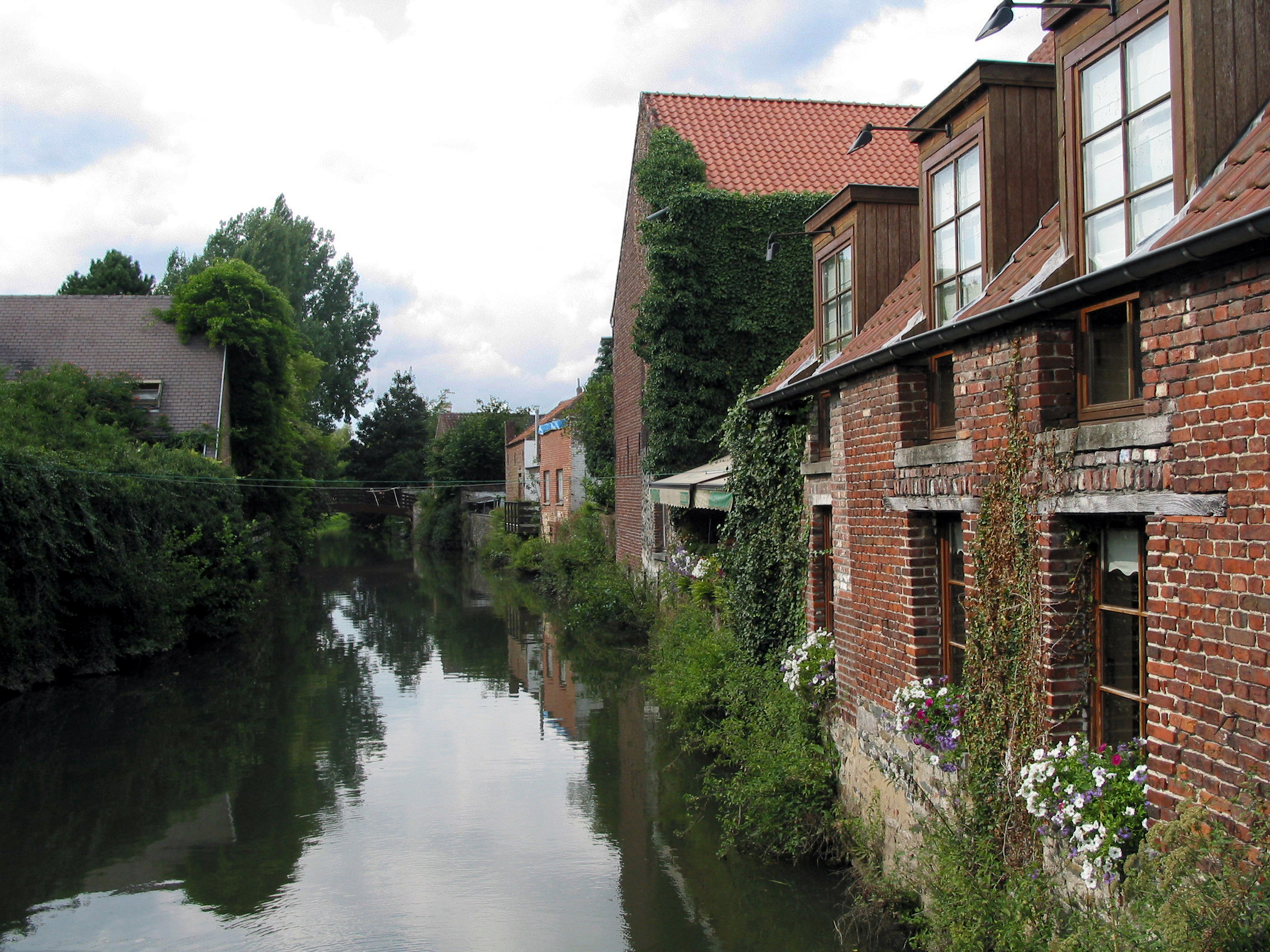
La Senne avant les moulins d'Arenberg.

La commune de Rebecq est située à quelque 27 km au sud-ouest de Bruxelles.
Rebecq fait partie d'une région essentiellement rurale : 75 % de la surface sont constitués de terres agricoles et 6 % de forêts, terrains boisés et autres zones naturelles. Quelque 19 % de la superficie sont des terrains bâtis (résidentiels, industriels et commerciaux confondus).
Le paysage, verdoyant et vallonné, est parsemé de terrils, appelés « buts », qui forment des collines boisées. Des carrières de porphyre (Quenast et Bierghes) marquent aussi profondément le paysage rebecquois par leur étendue.
La commune de Rebecq est traversée par la Senne, une rivière qui prend sa source à Naast (Soignies) et qui se jette dans la Dyle après un parcours d'une centaine de kilomètres à travers les trois régions du pays. Rebecq fait ainsi partie du sous-bassin hydrographique de la Senne, lui-même partie du bassin hydrographique de l'Escaut. La Senne entre sur le territoire rebecquois au niveau du Moulin d'Hou (Rognon), serpente dans la très belle Vallée des Oiseaux, traverse le village de Rebecq en passant par les chutes du site des Moulins d'Arenberg, continue ensuite jusqu'au village de Quenast pour ressortir et repartir vers Tubize.
L'entité de Rebecq est coupée en son milieu par l'autoroute A8, qui porte aussi le nom de Route européenne 429. Le long de cette autoroute court aussi la ligne à grande vitesse qui relie Bruxelles à Paris et à Londres. Ces deux axes de communication forment une nette cassure qui sépare de manière assez drastique Bierghes et Wisbecq du reste de l'entité (Rebecq, Quenast et Rognon).
Elle est également traversée par deux axes routiers belges principaux : la route nationale N7 de Hal à Tournai et la route nationale N6 de Bruxelles à Mons.

### Sections
L'entité de Rebecq est constituée, depuis la fusion des communes en 1977, des anciennes communes suivantes, appelées dorénavant « sections ». 
A cette occasion, une partie du territoire de Saintes — dont le village de Wisbecq — a été transféré à la section de Bierghes. 
| # | Nom           | Superf. (km²) | Habitants (2020) | Habitants par km² | Code INS |
| - | ------------- | ------------- | ---------------- | ----------------- | -------- |
| 1 | Rebecq-Rognon | 17,86         | 4.483            | 251               | 25123A   |
| 2 | Bierghes      | 16,37         | 3.242            | 198               | 25123B-D |
| 3 | Quenast       | 5,02          | 3.207            | 639               | 25123C   |

### Communes limitrophes
|                         | Hérinnes Pepingen |        |
| Braine-le-Comte Enghien | Rebecq            | Tubize |
|                         | Braine-le-Comte   |        |

## Démographie

### Démographie: Commune fusionnée
En tenant compte des anciennes communes entraînées dans la fusion de communes de 1977, on peut dresser l'évolution suivante:
Les chiffres des années 1831 à 1970 tiennent compte des chiffres des anciennes communes fusionnées.
- Source: DGS , de 1831 à 1981=recensements population; à partir de 1990 = nombre d'habitants chaque 1 janvier

## Histoire

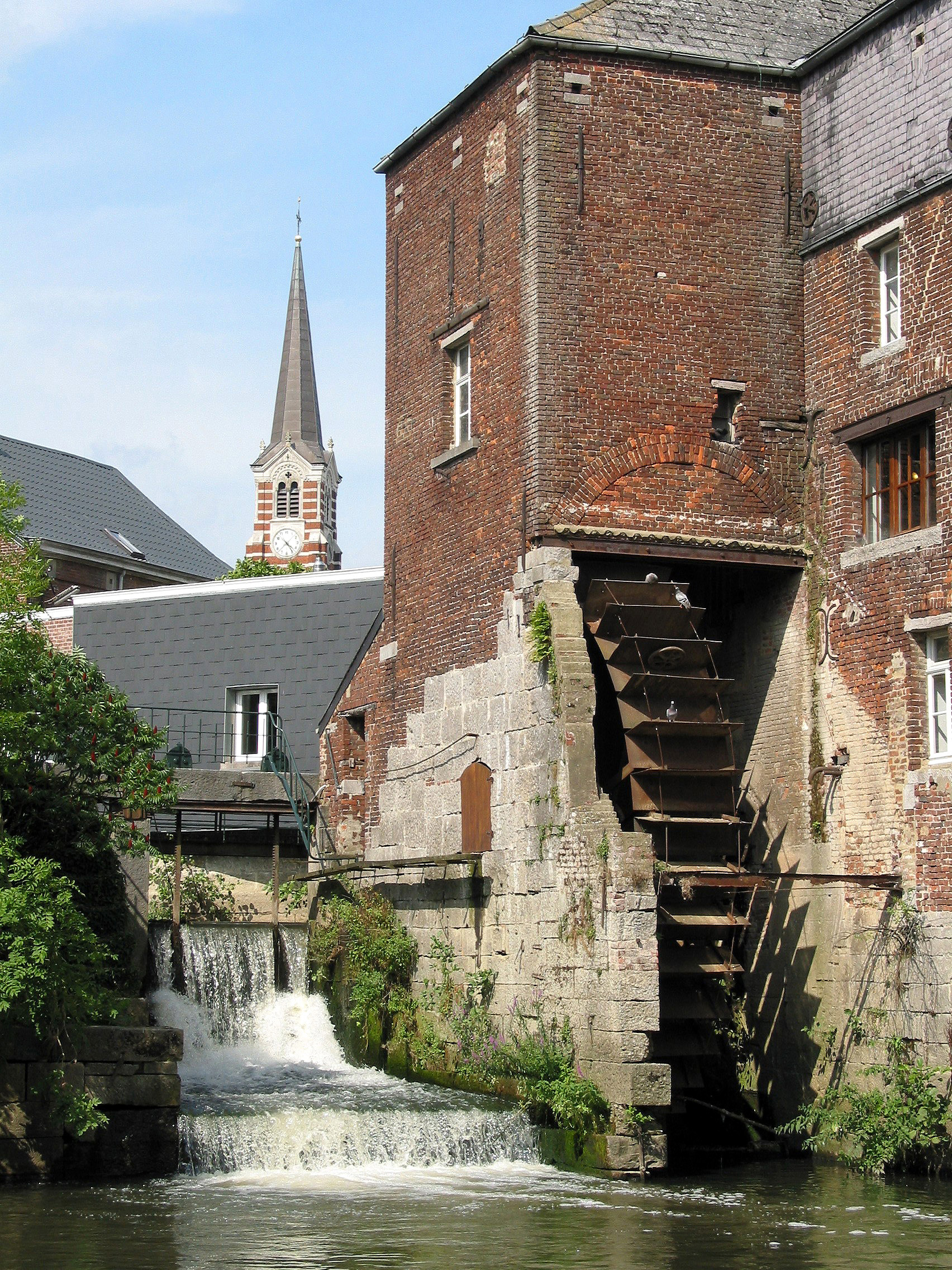
La roue à aubes du Grand Moulin d'Arenberg.

Située le long du parcours de la Senne, à 27 km de Bruxelles, Rebecq est un morceau de campagne brabançonne riche d'un long passé.
Le village de Rebecq entre en effet dans l'histoire au début du IXe siècle, plus précisément le 9 juillet 877, date figurant sur un diplôme signé de la main de Charles le Chauve.
Toutefois, les personnages incontournables de l'histoire de ce village sont sans conteste les seigneurs de Trazegnies ainsi que ceux d'Enghien qui y ont tenu leur cour féodale au XIe siècle. Pendant longtemps, la Principauté de Rebecq demeure ainsi parmi les possessions brabançonnes des seigneurs d’Enghien.

À partir du XVIIe siècle, c'est la famille d'Arenberg qui fait l'acquisition de la Principauté de Rebecq, y compris les moulins, fierté de l'entité.

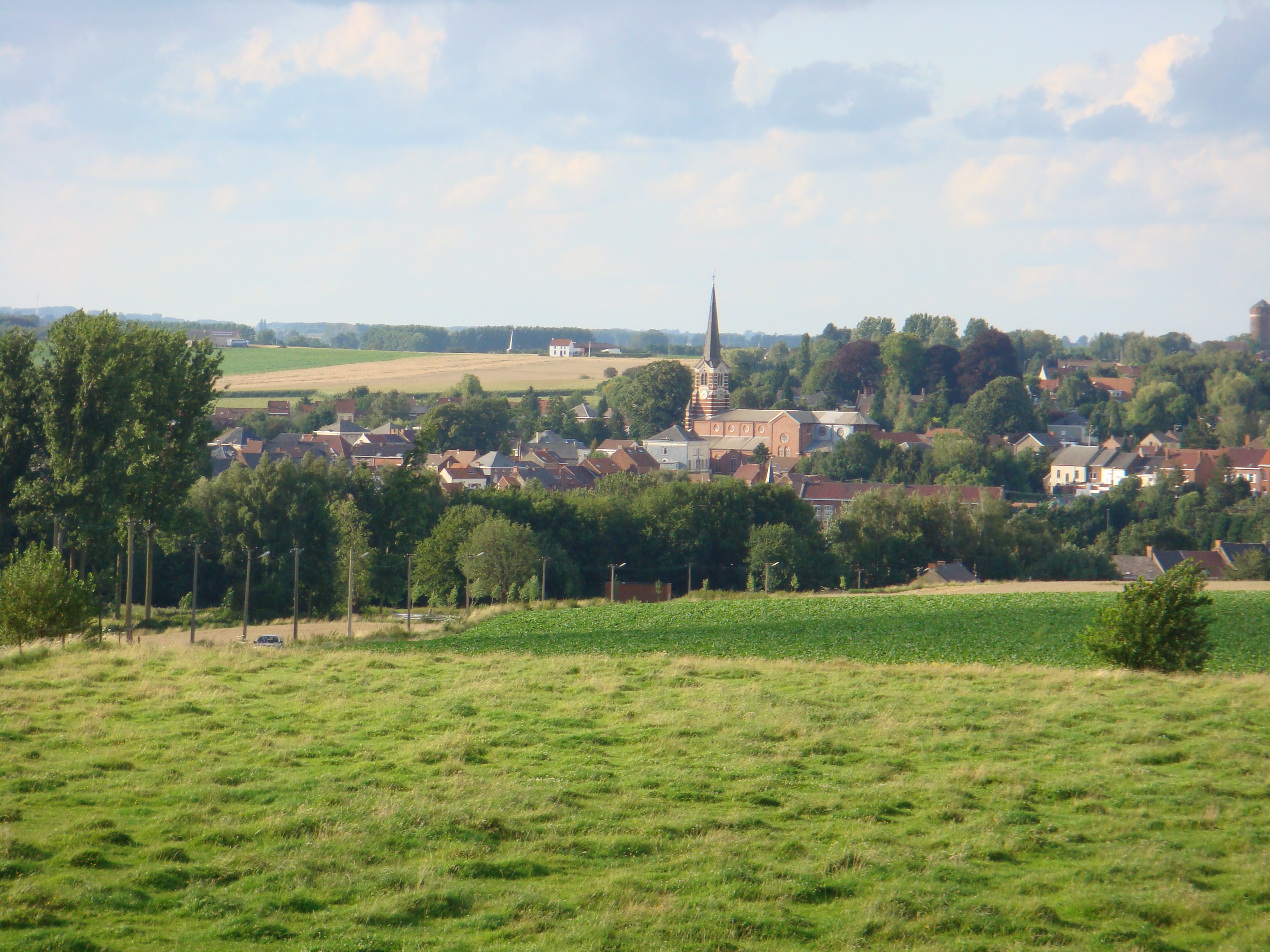
Vue du village de Rebecq.

En 1824, la commune de Rognon fusionne avec Rebecq, commune plus grande, plus peuplée et plus riche dans laquelle Rognon était pour ainsi dire enclavée. Rebecq s'appelle dès lors Rebecq-Rognon.
Au XIXe siècle, la famille Solvay marque également de son empreinte l'histoire du village, notamment Ernest Solvay, créateur d'un procédé à l'ammoniac qui permet la fabrication industrielle du carbonate de sodium, méthode connue depuis lors sous le nom de procédé Solvay. Avec son frère Alfred, Ernest Solvay va ainsi jeter les bases de ce qui allait devenir un empire de la chimie industrielle, la société Solvay. La maison natale des frères Solvay existe toujours à Rebecq.
Ces grands noms de l'histoire ont tous laissé des témoignages importants dans les villages de l'entité.
Plus tard, en 1977, la fusion des communes donne naissance à l'entité de Rebecq en englobant les villages de Quenast et Bierghes. À cette occasion, une partie de Saintes — dont le village de Wisbecq — est également rattachée à Rebecq-Rognon qui retrouve aussi son nom originel, à savoir Rebecq.

## Héraldique
|  | La commune possède des armoiries. Blasonnement : De sable à une tour crénelée d'argent chargée en cœur d'un écusson de gueules à un R d'or, l'écu posé sur une gerbe de joncs entremêlés de trois roseaux et encadré de deux tiges de rosiers sauvages fleuries et boutonnées, le tout au naturel. Elles reprennent des éléments appartenant aux armoiries ou au sceau des anciennes communes composant le village. L’écu qui rappelle le sceau communal de Quenast, et dont la lettre K (Kenast) a été remplacée par la lettre R (Rebecq). Ils étaient blasonnés : De sinople à une tout crénelée d'argent chargée en coeur d'un écusson de gueules à un K d'or et avait été octroyé le 3 juillet 1925. La gerbe rappelle le sceau de Bierghes, cette ancienne commune ne possédant d’armoiries, au contraire de Quenast et Rebecq-Rognon. Le rosier qui rappelle les armoiries de Rebecq-Rognon. Elles avaient été octroyées à cette commune le 25 juin 1952. Elles étaient blasonnées : Deux écus géminés: à dextre de gueules à trois fleurs de néflier d'or percées du champ et barbées de sinople, qui est Arenberg; à senestre bandé d'or et d'azur de six pièces à l'ombre de lion de sable brochant sur le tout, qui est Trazegnies, à la bordure engrêlé de gueules - Délibération communale : 29 décembre 2016 - Arrêté de l'exécutif de la communauté : 8 mars 2017 - Moniteur belge : 12 avril 2017 Source du blasonnement : Heraldy of the World. |

## Politique et administration

### Conseil et collège communal 2024-2030
| Collège communal  |                     |                               |
| ----------------- | ------------------- | ----------------------------- |
| Bourgmestre       | Dimitri Legasse     | MR - MICS                     |
| 1er Échevin       | Patricia Venturelli | PS - Union citoyenne          |
| 2e Échevin        | Axel Demol          | MR - Union citoyenne          |
| 3e Échevin        | Grégory Hemerijckx  | Union citoyenne               |
| 4e Échevine       | Pina Fulco          | Union citoyenne               |
| 5e Échevine       | Claudia Mancini     | Union citoyenne               |
| Président du CPAS | Marino Marchetti    | Les Engagés - Union citoyenne |

### Paysage politique
Une seule formation politique ayant remporté les élections du 14 octobre 2018 avec 50,75 % des voix et une courte majorité de 12 sièges sur 21 est active et représentée au Conseil Communal, UNION rassemblant des candidats du PS et du cdH

### Jumelage
Rebecq est jumelée avec  Monghidoro (Italie) depuis 2002.
C'est en effet de ce petit village que nombre de travailleurs italiens partirent entre 1946 et 1955 pour venir habiter et travailler à Quenast, un petit village près de Rebecq où existent des carrières de porphyre.

## Patrimoine et culture

### Patrimoine architectural et sites

#### Moulins d’Arenberg

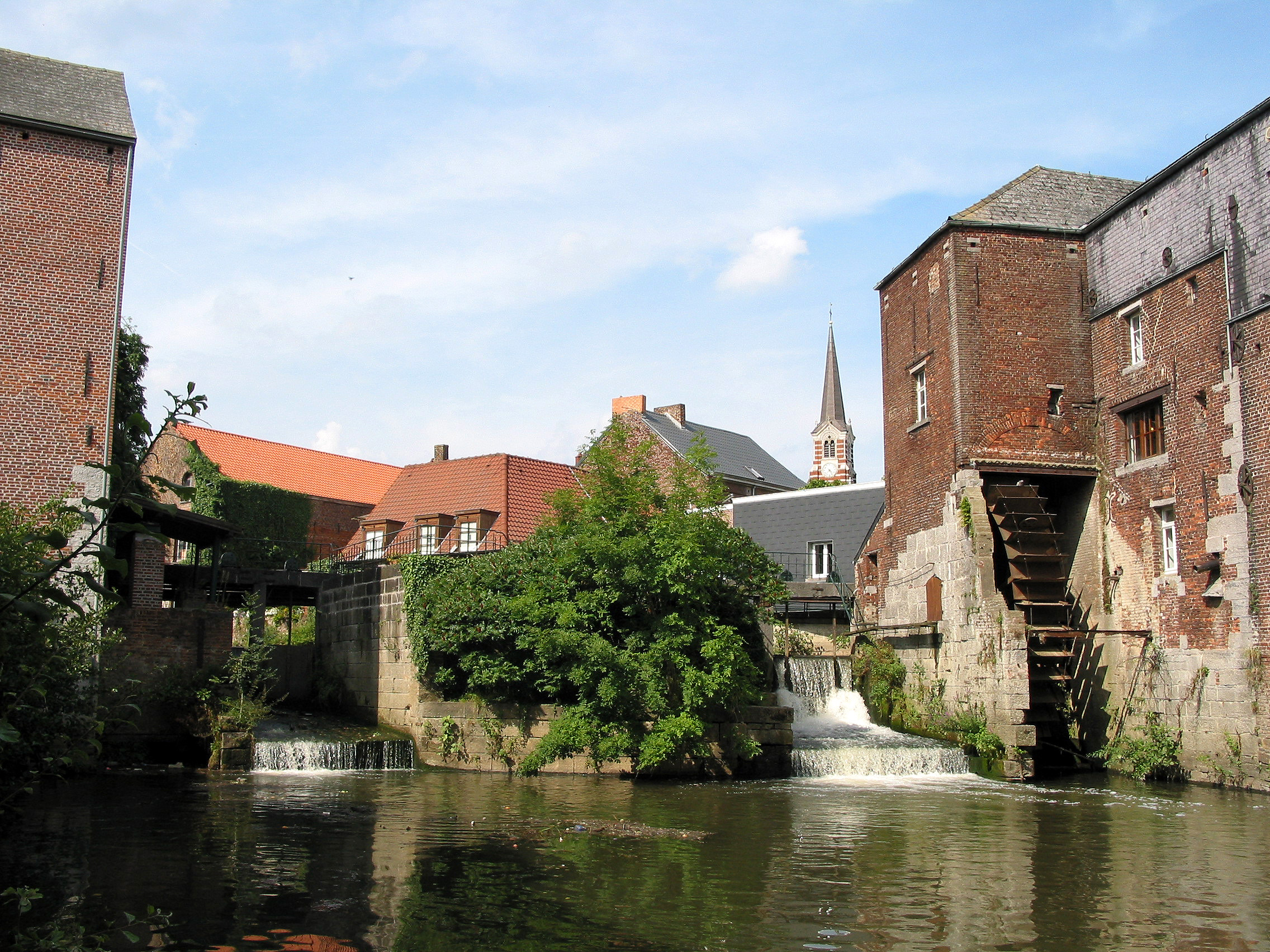
Les moulins d'Arenberg.

L'énergie mécanique produite par les chutes de la Senne, au centre de Rebecq, a été exploitée par le biais de moulins à eau depuis le Moyen Âge pour la mouture des céréales.
L'ensemble architectural des moulins, composé du grand moulin et du petit moulin, a été racheté en 1973 par la commune de Rebecq pour sauver ces monuments d'archéologie industrielle et en faire un ensemble muséal.
Le grand moulin
Situé sur la rive gauche de la rivière, le « grand » moulin existe depuis au moins six cents ans. On trouve sur un parchemin daté de 1441 la mention de « moulin à moudre le grain de Rebecq ». Ce moulin faisait partie de l'apanage des Seigneurs d'Enghien et était régi par le système de la banalité. Une criée organisée tous les six ans déterminait les termes du bail que le meunier souscrivait auprès du Seigneur. Les terres d'Enghien - dont Rebecq faisait partie - furent rachetées par la Maison d'Arenberg en 1606.
En 1756, le meunier de l'époque, Jean-François Wijvekens, demanda au duc d'Arenberg régnant l'autorisation de construire sur la rive droite un deuxième moulin. Le duc accéda à sa demande et paya lui-même la construction du bâtiment.
Après la Révolution Française, la noblesse ayant perdu ses privilèges, le duc d'Arenberg mit les moulins de Rebecq en location. Le grand moulin fut détruit par un incendie en 1853. Après sa reconstruction qui dura au moins sept années, le meunier locataire du moment arrivait en fin de carrière et n'avait pas de descendance pour continuer l'affaire. Le duc d'Arenberg mis alors les moulins en vente et Valentin-Joseph Minne, propriétaire fermier de Rebecq, les acheta et plaça un de ses fils à leur gestion.
En 1860, le grand moulin comptait deux roues à aubes de 7,5 m de diamètre ainsi que trois paires de meules. La levée des vannes permettait d'entraîner le mécanisme intérieur. Ce moulin a toujours servi à moudre de l'orge et du seigle.
Vers la fin du XIXe siècle, on y installa une fabrique de soie artificielle en remplacement des meules. Pour pallier le manque d'eau en période d'étiage, il fut placé une machine à vapeur et la cheminée qui se dresse encore sur le site témoigne de cette époque. La fabrication de la soie artificielle ne connut de succès que peu de temps et on en arrêta la production vers 1910. Le moulin servit ensuite d'entrepôt à grain et au broyage de céréales destinées à l'alimentation du bétail. Il est resté en activité jusqu'en 1964.
Le grand moulin comprend aujourd'hui la salle des roues qui abrite le syndicat d’initiative de Rebecq, le musée du Porphyre - qui témoigne du passé et du présent industriel de toute une région - ainsi que trois étages accueillant, tout au long de l’année, des expositions et autres manifestations culturelles. Sur le côté, on y trouve aussi la bibliothèque communale et la taverne du grand moulin qui permet de déguster les bières artisanales locales de la brasserie Lefebvre.
Le musée du Porphyre
Photos anciennes, livres comptables, pavés, outils, objets divers et même une berline témoignent, au musée du Porphyre, de l'histoire des carrières (Quenast, Bierghes) avant la mécanisation. En complément, un film vidéo montre l'exploitation et les utilisations actuelles du porphyre.
Le petit moulin
Construit en 1756, le petit moulin fonctionnait grâce à une roue à godets qui fut remplacée par une turbine à eau en 1925. Il fut érigé pour moudre du froment, les installations du grand moulin ne permettant pas la mouture de cette céréale. Initialement, ce moulin comprenait deux paires de meules et on lui en rajouta deux autres vers la fin du XIXe siècle.
Dans le petit moulin, on peut assister à des démonstrations de meunerie ancienne. Son impressionnante machinerie, actionnée par la Senne et toujours en activité, est aménagée de manière à montrer les étapes de transformation du grain en farine.
Les annexes du petit moulin comprennent d’anciennes écuries rénovées, dans des bâtiments du XIXe siècle. Une de ces annexes abrite depuis peu la Maison de la Bière. Il est possible d'y découvrir les mystères de la fabrication de ce fameux breuvage et, suivant ses goûts, de s'imprégner des saveurs des bières locales.

#### Hospices de Rebecq
Ces bâtiments sont situés en bordure de Senne, en face des moulins d'Arenberg.
Fondés vers 1302 par Marie de Rethel, dame d'Enghien et veuve de Walter Ier (seigneur d'Enghien et prince de Rebecq), ils comportent des constructions du XVIe siècle, un mobilier remarquable ainsi qu’une chapelle en gothique tertiaire de toute beauté.
La chapelle a été, pendant longtemps, le but d'un pèlerinage à saint Érasme pour la guérison des affections intestinales. Un tableau représente le martyre de saint Érasme qui est l’un de ces saints dont la légende et certainement l’historicité ne sont pas clairement établies.
Malheureusement, une grande partie des bâtiments du site des anciens Hospices a été détruite par un incendie en 2003. Le site est en restauration. Il est inscrit sur la liste de sauvegarde du patrimoine wallon depuis avril 2006.

#### Grand-Place et alentours
Autour de la Grand-Place, le visiteur admirera les nombreuses maisons dont la plupart des façades sont classées. L'ancienne Maison communale, située sur le haut de la place, à gauche de l'église, a été construite en 1938.
C'est dans le parc de la Maison communale qu'a été érigé, en 1938, le Monument à la mémoire d'Ernest et Alfred Solvay, créateurs du procédé Solvay et de l'industrie de la soude à l'ammoniaque. Il faut en effet savoir que les frères Solvay sont nés dans une famille bourgeoise de Rebecq dans la 1re moitié du XIXe siècle.
La Maison natale des frères Solvay est classée. Elle est située non loin de la Grand-Place, au numéro 8 de la rue des Sauniers. Le nom de « Sauniers » évoque la profession des parents Solvay qui étaient marchands de sel.

#### Église Saint-Géry

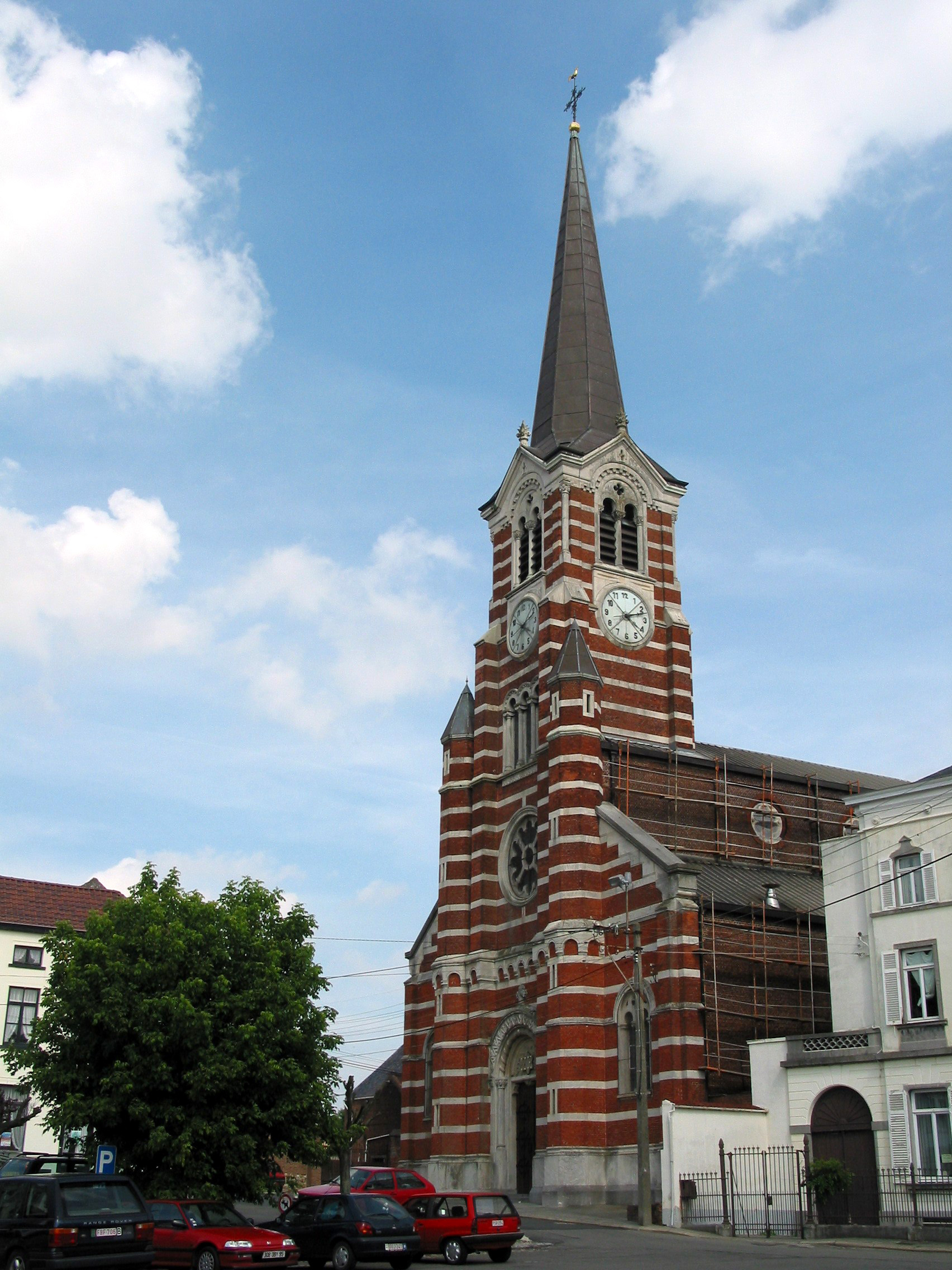
L'église Saint-Géry (1867).

À deux pas de la Maison communale, se dresse l'église néo-romane Saint-Géry, bien plus grande que les églises des environs (la tour culmine à 56 m).
Elle a été édifiée en 1867 par l'architecte provincial Émile Coulon en remplacement de l'ancien bâtiment religieux qui se situait au centre de la place. Ce dernier datant du XVIe siècle n'était plus assez large pour accueillir tous les fidèles.
À l'intérieur, la rénovation totale des peintures des murs et des colonnades a été réalisée avec beaucoup de goût et redonne au bâtiment, par ces lignes, dessins et teintes originales, son aspect propre au XIXe siècle. Au plafond, on peut admirer les fresques du peintre Charles-Henri Stiennon illustrant l'apocalypse. Une statue de Saint-Géry - invoqué contre la fièvre aphteuse - en granit (1467), un autel en marbre blanc (1601) et des fonts baptismaux (1599) complètent ce patrimoine.

#### Petit Train du Bonheur
Depuis 1977, le « Rail Rebecq Rognon R.R.R. » exploite une ligne de chemin de fer touristique à vapeur, qui relie l'ancienne gare de Rebecq à la halte de Rognon.
Ce tracé correspond en fait à l'ancienne ligne 115 qui était exploitée dans sa totalité entre Braine-l'Alleud et Braine-le-Comte. Désaffectée en 1961, cette ligne est démontée en 1964, à l'exception de la section comprise entre Tubize et Quenast (trafic marchandises vers la Carrière de Quenast). C'est à partir de ce moment que naît l'idée d'un chemin de fer touristique sur la partie dépourvue de ses rails entre Rebecq et Rognon. Le R.R.R. était né.
Aujourd'hui, le RRR roule en fait sur deux lignes différentes : la ligne 115 dans un premier temps et puis la ligne 123 pour les derniers 500 m avant d'arriver à Rognon.
Passant le long de la Senne par la belle vallée des Oiseaux, franchissant les Cinq-Ponts, la ligne - longue de 4 kilomètres - traverse une région vallonnée, typique du Brabant wallon. Elle offre au passage de belles vues sur les méandres de la Senne et sur la campagne environnante.
Cette promenade est l'occasion de découvrir un endroit plein de charme et de romantisme, très prisé par les amoureux qui sont à l'origine même du nom de « Petit Train du Bonheur ».
Le départ du train se fait à la gare de Rebecq et le circuit dure environ 1 heure. À certaines dates sont même organisés des départs de trains à thème.

### Culture

#### Événements

##### Rebecq Ladies Trophy
Chaque année, au mois d'août, se déroule, dans les installations du Tennisland de Rebecq, le tournoi de tennis Rebecq Ladies Trophy.
Cette épreuve représente une manifestation tennistique féminine importante en Belgique, puisque c'est une des rares épreuves belges du circuit professionnel mondial avec attribution de points W.T.A.
Chaque année, depuis sa création, l'épreuve accueille plus d'une centaine de joueuses provenant de plus de vingt pays.
De nombreuses joueuses ayant participé au LADIES TROPHY de Rebecq ont pu ainsi prendre place dans le top 100 mondial.

##### Rencontres Musicales d'Été
Chaque année, au mois d'août, le Festival Arenberg propose ses Rencontres Musicales d'Été dans le cadre du Grand Moulin.
Le programme choisi et présenté par des artistes de valeur, préférentiellement belges ou résidant en Belgique, vise au fil des années à mettre en valeur différentes facettes de l'art musical, essentiellement dans le domaine du classique, du jazz et des musiques du monde.
Dans le cadre du Grand Moulin, fierté de Rebecq, cet événement touche un public d'habitués et un public neuf à chaque fois. Il permet aux habitués des concerts d'entendre, près de chez eux, un répertoire varié à un très haut niveau artistique. À l'issue de chaque concert, une réception permet de rencontrer les artistes musiciens.
Les concerts du dimanche matin visent un public familial, et sont plus particulièrement accessibles aux enfants afin de les familiariser avec différentes expressions musicales.

#### Fêtes et folklore

##### Carnaval
Le carnaval de Rebecq a lieu le deuxième dimanche avant Pâques. Le cortège part vers 15h de Quenast pour arriver sur la Grand-Place de Rebecq vers 20h. S'ensuit alors un brûlage des bosses.

##### Braderie et brocante
Une grande braderie/brocante se déroule le dernier week-end du mois de juin dans la rue principale et sur la Grand-Place, espaces rendus piétonniers pour l'occasion.

##### Fêtes de Wallonie
Les fêtes de Wallonie sont un évènement important de l'entité de Rebecq. Elles s'étendent sur les 3 premières semaines du mois de septembre.
Chaque village de l'entité propose à tour de rôle sa journée ou son week-end de festivités. Parmi les plus emblématiques, citons la fête de la Moisson à Wisbecq ou la fête Rognon Vit à Rognon.
Les fêtes de Wallonie se clôturent en beauté dans le centre de Rebecq le 3e week-end de septembre. Concerts gratuits, brocante/braderie, kermesse, expositions, stands de dégustation de produits du terroir, démonstrations de folklore local se succèdent durant les deux jours.

## Économie
Les principales activités économiques de l'entité se situent essentiellement dans le commerce de gros et de détail, l'industrie manufacturière et la construction. L'industrie extractive est aussi présente du fait des carrières de Quenast et Bierghes.
Au niveau du revenu moyen par déclaration fiscale et par commune, Rebecq partage le triste privilège - avec Tubize et Hélécine - d'afficher le moins bon résultat de la province du Brabant wallon.[réf. nécessaire]

## Personnalités liées à la commune
- Dimitri Legasse, élu en 2024 à la Chambre des représentants[6].

- Ernest Solvay, né le 16 avril 1838 à Rebecq-Rognon et mort le 26 mai 1922 à Ixelles, chimiste et industriel belge, fondateur de la  Société Solvay & Cie et grand mécène de la recherche scientifique de son époque.

- Alfred Solvay, né le 1er janvier 1840 à Rebecq-Rognon et mort le 23 janvier 1894 à Nice, est un industriel belge, frère d'Ernest Solvay.
- Joseph Zaman, exploitant à partir de 1844 les carrières de Quenast.